# Danau Sontul
Danau Sontul is een bestuurslaag in het regentschap Kampar van de provincie Riau, Indonesië. Danau Sontul telt 279 inwoners (volkstelling 2010).